# Liste der Figuren aus Das Rad der Zeit
„Das Rad der Zeit“ ist eine Reihe von High-Fantasy-Romanen des amerikanischen Autors Robert Jordan, die 1990 mit „Die Suche nach dem Auge der Welt“ begann. Jordan schrieb die ersten elf Romane der Reihe und den Prequel-Roman „Der Ruf des Frühlings“ (2004) vor seinem Tod im Jahr 2007. Die letzten drei Romane – Sturm der Finsternis (2009), Mitternachtstürme (2010) und Das Vermächtnis des Lichts (2013) – wurden vom amerikanischen Autor Brandon Sanderson mitgeschrieben. Die Serie umfasst 2787 Charaktere mit unterschiedlichen Namen.
Das Rad der Zeit folgt vor allem den Charakteren Rand al’Thor, Mat Cauthon, Perrin Aybara, Egwene al’Vere und Nynaeve al’Meara, Teenagern aus einem abgelegenen Dorf, deren wichtige Schicksale von Moiraine Damodred, einem mächtigen Mitglied der Aes Sedai, erkannt werden. In der hier beschriebenen Welt wird das Muster der menschlichen Existenz durch das kosmische Rad der Zeit bestimmt und aufrechterhalten, das von einer magischen Kraft namens „Eine Macht“ gedreht wird. Rand und einige seiner Freunde gehören wie die Aes Sedai zu denen, die die Fähigkeit zur Kanalisierung und somit der Nutzung der Einen Macht besitzen. Im Verlauf der Reihe schließen sich neue Charaktere dem anhaltenden Kampf gegen den böswilligen Dunklen König und seine Schergen an.
Seit 2021 werden die Romane von Amazon Prime in der TV-Serie Das Rad der Zeit filmisch adaptiert.

## Hauptcharaktere

### Rand al’Thor
Rand al’Thor wird in Die Suche nach dem Auge der Welt (1990) vorgestellt und ist ein Schafhirte, dessen abgelegenes Dorf Emondsfelde im Gebiet der Zwei Flüsse von einer Horde monströser Trollocs angegriffen wird. Rand und seine Freunde fliehen mit Moiraine Damodred, einer Aes Sedai der Blauen Ajah, die glaubt, dass einer von den drei Jungen der prophezeite wiedergeborene Drache ist, die Reinkarnation von Lews Therin Telamon, einem Helden des Zeitalters der Legenden. Die Gruppe wird von Helfern einer böswilligen Gestalt namens „Dunkler König“ verfolgt, die versucht, den Drachen auf die Seite des Schattens zu ziehen oder ihn umzubringen. Im Auge der Welt wird Rand einer Quelle reinen, unverdorbenen Saidins ausgesetzt, der männlichen Hälfte der Einen Macht. Er schafft es, es zu kanalisieren, und tritt gegen Aginor an, einem der mächtigsten Diener des Dunklen Königs, den Verlorenen. Rand erweist sich somit als der wiedergeborene Drache und wird in den jahrtausendelangen Kampf gegen die Mächte des Dunklen Königs hineingezogen.
Der Amyrlin-Sitz Siuan Sanche, Anführerin der Aes Sedai, bestätigt in Die Jagd beginnt (1990), dass Rand der wiedergeborene Drache ist, und Moiraines Behüter Lan Mandragoran trainiert Rand im Schwertkampf. Während der Jagd nach dem gestohlenen Horn von Valere wird Rand in eine verzerrte Welt versetzt, wo er die mysteriöse Selene trifft, die ihm hilft, in die reale Welt zurückzukehren. Rand besiegt später den Hochlord Turak, den Anführer der Seanchan-Streitkräfte, die in Falme einmarschieren, im Einzelkampf. In Die Rückkehr des Drachen (1991) reist Rand zum Stein von Tear und erbeutet das Kristallschwert Callandor, ein mächtiges Sa’angreal, ein Artefakt, das die Eine Macht verstärkt. In Der Schatten erhebt sich (1992) erfährt er, dass er der Sohn von Shaiel, einer Aiel-Tochter des Speers, und Janduin, dem Häuptling der Taardad Aiel, ist. Selene entpuppt sich als die Verlorene Lanfear, die in Lews Therin verliebt war, und erzählt von ihren Plänen, ihm zu helfen, allmächtig zu werden. In Die Feuer des Himmels (1993) versetzt die Nachricht, dass Rand mit der Aiel-Kriegerin Aviendha geschlafen hat, Lanfear jedoch in mörderische Wut. Sie beschließt schließlich, Rand zu töten, als er schwört, dass er niemals eine Frau lieben wird, die dem Schatten geschworen hat, doch Moiraine greift ein. Rands Mutter Shaiel entpuppt sich später als Tigraine Mantear, Tochter einer ehemaligen Königin von Andor. In Herr des Chaos (1994) gründet Rand die Asha’man, männliche Gegenstücke zu den Aes Sedai, die in der Schwarzen Burg, einem umgebauten Bauernhaus in der Nähe von Caemlyn, ausgebildet werden. In Die Krone der Schwerter (1996) besiegt Rand den Verlorenen Sammael und erobert die Krone von Illian.
In Mitternachtstürme (2013) entwirft Rand einen umstrittenen Plan, um die verbleibenden Siegel im Gefängnis des Dunklen Königs zu zerstören, um ein starkes und unverdorbenes Gefängnis wiederherzustellen. Rand konfrontiert den Dunklen in Das Vermächtnis des Lichts (2013) und ihnen wird klar, dass sie koexistieren müssen, weil das Muster sie beide erfordert. Logain Ablar bricht das Gefängnis des Dunklen Königs auf und Rand nutzt ein einzigartiges Geflecht aus Saidin, Sadar und der wahren Macht des Dunklen Königs, um zunächst den Dunklen König zu fangen und dann sein Gefängnis ohne Makel wiederherzustellen.
Rand wird in der Fernsehadaption „Wheel of Time“ von Josha Stradowski dargestellt.

### Mat Cauthon
Matrim „Mat“ Cauthon ist ein schelmischer Bauernjunge, der als mögliche Reinkarnation des Drachen mit Rand und seinen anderen Freunden in „Die Suche nach dem Auge der Welt“ aus Emondsfelde flieht. Verfolgt von Helfern des Dunklen Königs, sucht die Gruppe Zuflucht in der verfluchten Stadt Shadar Logoth, aus der Mat einen Rubindolch mitnimmt. Die Waffe, die von dem böswilligen Wesen, das die Stadt erobert hat, korrumpiert wurde, beginnt, Mat zu verderben, seinen Körper zu schwächen und ihn mit Feindseligkeit und Paranoia zu erfüllen. Mat beteiligt sich in „Die Jagd beginnt“ an der Jagd nach dem gestohlenen Horn von Valere und bläst es schließlich, um eine Gruppe legendärer Helden von den Toten herbeizurufen, um die Seanchan-Streitkräfte zu besiegen, die in Falme eingefallen waren. In „Die Rückkehr des Drachen“ ist Mat dem Tod nahe und wird von den Aes Sedai in der Weißen Burg in Tar Valon vom Makel des Dolches befreit. In „Der Schatten erhebt sich“ sagen ihm die schlangenartigen Aelfinn voraus, dass Mat „die Tochter der Neun Monde“ heiraten wird, und die fuchsartigen Eelfinn gewähren ihm Erinnerungen an seine vergangenen Leben, bevor sie ihn am Baum des Lebens aufhängen und seinen Hals für immer vernarben. Später gründet er die Bande der Roten Hand und leitet sie als deren Generalmarschall. Mat flieht in In den Klauen des Winters (2000) aus der von Seanchan besetzten Stadt Ebou Dar und entführt die Hochlady Tuon, die Erbin des Seanchan-Kristallthrons, als er erfährt, dass sie als Tochter der Neun Monde bekannt ist. Er wirbt um sie in Zwielichtige Pfade (2003) und sie heiraten in Die Traumklinge (2005), wobei Mat den Titel „Prinz der Raben“ erhält.
Mat wird in der ersten Staffel der Adaption der Fernsehserie „Wheel of Time“ von Barney Harris und in der zweiten Staffel von Dónal Finn dargestellt.

### Perrin Aybara
Perrin Aybara, ein Schmied und Holzarbeiter aus Emondsfelde, ist möglicherweise auch der wiedergeborene Drache und verlässt das Dorf mit seinen Freunden und Moiraine Damodred in Die Suche nach dem Auge der Welt. Perrin und Egwene al’Vere werden von der Gruppe getrennt, als sie aus der verfluchten Stadt Shadar Logoth fliehen und treffen auf den Fährtenleser Elyas Machera. Elyas informiert Perrin, dass er, wie Elyas, ein Wolfsbruder ist: ein Mann, der telepathisch mit Wölfen kommunizieren kann. Mit goldenen, wolfsähnlichen Augen verfügen Wolfsbrüder über ausgeprägte Sinne, Kraft und Geschwindigkeit, neigen aber im Kampf zu aggressivem, animalischem Verhalten. Sie sind auch in der Lage, durch Tel’aran’rhiod, die Welt der Träume, zu navigieren.
Perrin wird von Marcus Rutherford in der Adaption der Fernsehserie „Wheel of Time“ dargestellt.

### Egwene al’Vere
Egwene al’Vere ist die Tochter des Bürgermeisters von Emondsfelde und liiert mit Rand al’Thor in Der Suche nach dem Auge der Welt. Die Aes Sedai Moiraine Damodred erkennt in Egwene den „Funken“ von jemandem, der in der Lage ist, die Eine Macht zu kanalisieren, und Egwene schließt sich der Gruppe an, die aus dem Dorf flieht, um der Schattenbrut zu entkommen, die den wiedergeborenen Drachen jagt. Sie tritt als Novizin in Die Jagd beginnt der Weißen Burg der Aes Sedai bei. Sie und Nynaeve al’Meara, ihre Freundin aus Emondsfelde und Mitnovizin, erfahren, dass Rand in Falme in Schwierigkeiten steckt. Sie schleichen sich aus der Weißen Burg, begleitet von der Novizin Elayne Trakand und ihrer Freundin Min Farshaw. In Falme werden sie von Liandrin Guirale, einer Aes Sedai der Roten Ajah, verraten und der seancharischen Hochlady Suroth zur Versklavung übergeben. Nynaeve und Elayne entkommen, aber Egwene wird mit einem A’dam gefesselt, einem Gerät, mit dem die Seanchaner Machtlenker kontrollieren. Die gefangene Min ist hilflos, in Egwenes anschließende Folter einzugreifen, hilft Nynaeve und Elayne jedoch, sie zu retten.
Egwene wird von Madeleine Madden in der Adaption der Fernsehserie „Wheel of Time“ dargestellt.

### Nynaeve al’Meara
In Die Suche nach dem Auge der Welt ist Nynaeve al’Meara die Heilerin von Emondsfelde. Nach dem Trolloc-Angriff verfolgt sie ihre Freunde und begleitet sie auf ihrer Reise. Dabei erfährt sie, dass auch sie die Eine Macht kanalisieren kann. Sie und Egwene al’Vere werden Novizinnen der Aes Sedai in Die Jagd beginnt, werden aber von der verräterischen Liandrin Guirale nach Falme gelockt. Nynaeve und ihre Novizenkollegin Elayne Trakand entkommen der Gefangennahme durch die Seancharer und schaffen es schließlich, eine gefangene Egwene zu retten. Als eine der mächtigsten Machtlenkerinnen ihrer Zeit bewegt Nynaeves Fähigkeit im Heilen sie dazu, sich der Gelben Ajah der Aes Sedai anzuschließen. Schließlich entdeckt sie Methoden zur Heilung derjenigen, die von der Einen Macht abgeschnitten wurden. Sie heiratet den Behüter Lan Mandragoran, König von Malkier.
Nynaeve wird von Zoë Robins in der Adaption der Fernsehserie „Wheel of Time“ dargestellt.

### Moiraine Damodred
In Die Suche nach dem Auge der Welt geht einem Angriff von Trollocs die Ankunft von Moiraine Damodred, einer Aes Sedai der Blauen Ajah, im abgelegenen Dorf Emondsfelde voraus. Moiraine warnt, dass die Diener des Dunklen Königs, genau wie sie, einen von drei jungen Männern aus dem Dorf suchen: Rand al’Thor, Perrin Aybara und Mat Cauthon. Sie und ihr Begleiter, der Behüter Lan Mandragoran, führen das Trio und einige andere in Sicherheit, doch auf dem Weg zum Weißen Turm der Aes Sedai in Tar Valon drohen Gefahren.
Moiraine wird von Rosamund Pike in der Adaption der Fernsehserie „Wheel of Time“ dargestellt.

### Lan Mandragoran
al’Lan „Lan“ Mandragoran ist der Behüter von Moiraine Damodred. Sie führen ein Trio junger Männer, von denen Moiraine vermutet, dass es sich bei einem von ihnen um den prophezeiten wiedergeborenen Drachen handelt, aus ihrem kleinen Dorf weg, während sie von einer Horde Trollocs verfolgt werden, die dem Dunklen König dienen. Lan, einer der größten Schwertkämpfer des Dritten Zeitalters, ist von Geburt an auch der König von Malkier, obwohl dieses Land, als er noch ein Kind war, an den Schatten verloren ging.
Lan wird von Daniel Henney in der Adaption der Fernsehserie „Wheel of Time“ dargestellt.

### Elayne Trakand
Elayne Trakand ist die Tochter und Erbin von Morgase Trakand, Königin von Andor. In Die Suche nach dem Auge der Welt trifft sie Rand al’Thor in Caemlyn, der Hauptstadt von Andor, als er von einer Mauer in den Palastgarten fällt. Elayne wird Novizin der Aes Sedai in Die Jagd beginnt und freundet sich mit Egwene al’Vere und Nynaeve al’Meara an. Sie reisen nach Falme und glauben, Rand brauche ihre Hilfe, aber es ist eine Falle, die mit Egwenes Gefangennahme und Versklavung durch die seancharische Hochlady Suroth endet. Elayne und Nynaeve schaffen es mit Hilfe von Min Farshaw, sie zu retten. Als mächtige Machtlenkerin wird Elayne zu einer Aes Sedai der Grünen Ajah und entdeckt das verlorene Talent, Ter’angreal zu erschaffen, Artefakte, die die Eine Macht auf bestimmte Weise verstärken wieder.
Elayne wird von Ceara Coveney in der Adaption der Fernsehserie Wheel of Time dargestellt und erscheint erstmals in der Folge „Strangers and Friends“ aus dem Jahr 2023.

### Min Farshaw
Elmindreda „Min“ Farshaw ist eine Hellseherin, die Rand in Die Suche nach dem Auge der Welt trifft. Sie hat die ungewöhnliche Fähigkeit, Visionen und Auren um Menschen herum zu sehen, die in irgendeiner Weise zukünftige Ereignisse vorhersagen, obwohl sie oft einer Interpretation unterliegen. Moiraine ist sich Mins Talente bewusst, die nichts mit der Einen Macht zu tun haben, und ruft sie in Die Jagd beginnt zur Weißen Burg der Aes Sedai, wo sie Egwene al’Vere, Nynaeve al’Meara und Elayne Trakand trifft.
Min wird von Kae Alexander in der Adaption der Fernsehserie „Wheel of Time“ dargestellt und erscheint erstmals 2021 in der Folge „The Dark Along the Ways“.

### Aviendha
Aviendha ist eine Aiel-Tochter des Speers, die zum ersten Mal in Die Rückkehr des Drachen erscheint. Sie und ihre Gruppe treffen Egwene al’Vere, Elayne Trakand und Nynaeve al’Meara auf dem Weg zum Stein von Tear, um Rand al’Thor zu finden. Später in der Serie bindet sie Rand als ihren Behüter an sich, nachdem sie, Elayne und Min vereinbart haben, Rand gemeinsam zu lieben und einander zu respektieren. In der letzten Schlacht besiegt sie Hessalam (zuvor bekannt als Graendal) und ist eine von nur vier Personen, die sich völlig darüber im Klaren sind, dass Rand al’Thor in der letzten Schlacht nicht gestorben ist.
Aviendha wird von Ayoola Smart in der Fernsehadaption „Wheel of Time“ dargestellt und erscheint erstmals in der Folge „Damane“ aus dem Jahr 2023. In der Serie befreit Perrin Aybara sie aus einem Käfig, in den sie von den Weißmänteln gesteckt wurde, aber sie erweist sich als mehr als fähig, sich zu verteidigen, als sie eine Gruppe von Weißmänteln im Alleingang unbewaffnet besiegt.

### Thom Merrilin
Thomdril „Thom“ Merrilin ist ein reisender Gaukler und Abenteurer sowie ehemaliger Barde von Königin Morgase von Andor. In Die Suche nach dem Auge der Welt befindet er sich im abgelegenen Dorf Emondsfelde, als es von einer Horde Trollocs angegriffen wird. Er schließt sich einer Gruppe junger Dorfbewohner an, die unter der Führung der Aes Sedai Moiraine Damodred und ihres Wächters Lan Mandragoran fliehen. Thom wird vermeintlich getötet, als er Rand al’Thor und Mat Cauthon bei der Flucht hilft, indem er gegen einen Myrddraal kämpft, die tödlichen, augenlosen Kreaturen, die die Trollocs anführen. Als er in Die Jagd beginnt wieder mit Rand zusammentrifft, erweist sich Thom als am Leben, und in Die Rückkehr des Drachen hilft er Mat dabei, einen Plan zur Ermordung von Elayne Trakand zu vereiteln.
Thom wird von Alexandre Willaume in der Adaption der Fernsehserie „Wheel of Time“ dargestellt und erscheint erstmals 2021 in der Folge „A Place of Safety“.

## Nebencharaktere

### Logain Ablar
Logain Ablar ist ein mächtiger männlicher Machtlenker, der glaubt, der wiedergeborene Drache zu sein, aber von den Aes Sedai als falscher Drache angesehen und von der Einen Macht abgeschnitten (gedämpft) wird. Er wird später von Nynaeve al’Meara geheilt und wird ein Verbündeter von Rand al’Thor.
Logain wird von Álvaro Morte in der Fernsehadaption „Das Rad der Zeit“ dargestellt und erscheint erstmals in der Folge „Ein Ort der Sicherheit“ aus dem Jahr 2021.

### Aginor
Aginor ist einer der hinterlistigsten Verlorenen und einer der mächtigsten Machtlenker überhaupt, der im Zweiten Zeitalter, dem Zeitalter der Legenden, Diener des Dunklen Königs wurde. Er erschuf die Armee der Schattenbrut des Dunklen Königs, zu der Myrddraal, Trollocs, Draghkar und Gholam gehören. Aginor war ursprünglich ein amoralischer Biologe und schloss sich dem Schatten an, damit er seine verbotenen genetischen Experimente fortsetzen konnte. Die Verlorenen sind für Jahrtausende gemeinsam mit dem Dunklen König eingesperrt gewesen. Dreitausend Jahre später, gegen Ende des Dritten Zeitalters, konfrontieren Aginor und Balthamel, ein anderer Verlorener, Rand und seine Gefährten in Die Suche nach dem Auge der Welt. Sie sind ihrer Gefangenschaft entkommen, aber die Tortur hat Aginor schrecklich entstellt und erscheint unglaublich alt. Er versucht Rand zu besiegen, zieht aber zu viel von der Einen Macht in sich und verbrennt sich selbst. Aginor wird vom Dunklen König in Herr des Chaos als Osan’gar reinkarniert.

### Asmodean
Asmodean ist einer der Verlorenen, ursprünglich ein Komponist und Musiker, der sich dem Schatten anschloss, um Unsterblichkeit zu erlangen und dadurch den Ruhm und die Anerkennung zu erlangen, die ihm zuvor entgangen waren. Als einer der Verlorenen bestrafte er aktiv seine ehemaligen musikalischen Rivalen, indem er sie verstümmelte und ihnen die Ausübung ihrer Kunst verwehrte. In Der Schatten erhebt sich wird Asmodean von der Verlorenen Lanfear angeworben, Rand al’Thor im Gebrauch der Einen Macht zu schulen, sofern sie Rand davon überzeugen kann, dies anzunehmen. Asmodean verfolgt seine eigenen Ziele und versucht, die Kontrolle über eines von zwei mächtigen Sa’angreal namens Choedan Kal zu erlangen. Von Lanfear gewarnt, vereitelt Rand seinen Plan und schafft es, Asmodeans Verbindung zum Dunklen König zu trennen. Asmodean, der von Lanfear daran gehindert wird, seine volle Kraft einzusetzen, verpflichtet sich, Rand zu trainieren. Er begleitet Rand auf seinen Reisen und trainiert ihn fleißig in Die Feuer des Himmels, wird jedoch von einem unbekannten Angreifer getötet, gerade als er sich damit abgefunden hat, sich auf die Seite von Rand gegen den Dunklen König zu stellen.

### Balthamel
Balthamel ist ein ehemaliger Historiker, der wegen des Versprechens der Unsterblichkeit zu einem der Verlorenen wurde. Er leitete ein ausgedehntes Spionagenetzwerk für den Dunklen König und beaufsichtigte Menschenlager, die zur Ernährung der fleischfressenden Trollocs eingesetzt wurden. Balthamel und der verlassene Aginor konfrontieren Rand und seine Gefährten in Die Suche nach dem Auge der Welt. Sie sind ihrer Gefangenschaft entkommen, aber die Tortur hat dazu geführt, dass Balthamel schrecklich entstellt ist, seine Haut verfault und er nicht mehr sprechen kann. Er verbrennt Someshta, den Grünen Mann, fast zu Tode, doch Someshta nutzt seine letzte Lebenskraft, um Balthamel mit Pilzen und invasiven Pflanzen zu verzehren. Balthamel wird vom Dunklen König in Herr des Chaos als Aran’gar in einem weiblichen Körper wiedergeboren.

### Be’lal
Be’lal ist einer der Verlorenen, früherer Anwalt und enger Freund von Lews Therin Telamon, der mit ihm die Kunst des Schwertkampfs im Kampf wiederentdeckte. In Die Rückkehr des Drachen ist Be’lal der Gefangenschaft entkommen und hat die Identität des Hochlords Samon von Tear angenommen. Er lockt Rand al’Thor zum Stein von Tear, wissend, dass nur Rand als wiedergeborener Drache das mächtige Schwert Callandor zurückholen kann. Rand beansprucht es und Be’lal kämpft gegen ihn mit seiner überlegenen Schwertkunst, um Callandor für sich zu erobern. Moirane Damodred greift ein und zerstört Be’lal mit Baalsfeuer.

### Dain Bornhald
Dain Bornhald ist ein hochrangiger Offizier der Kinder des Lichts und der Sohn von Geofram Bornhald. Nach Geoframs Tod entwickelt er eine Obsession mit Perrin, den er für den Mörder seines Vaters hält.
Dain wird von Jay Duffy in der Fernsehadaption „Wheel of Time“ dargestellt und erscheint erstmals in der Folge „Damane“ aus dem Jahr 2023.

### Anvaere Damodred
Anvaere Damodred ist eine Adlige in Cairhien und die Schwester von Moiraine Damodred. Sie wird im Prequel-Roman Der Ruf des Frühlings (2013) kurz erwähnt.
Eine erweiterte Version der Figur wird von Lindsay Duncan in der Fernsehadaption „Wheel of Time“ dargestellt, die erstmals 2023 in der Folge „What Might Be“ zu sehen ist. Rand al’Thor und Selene infiltrieren eine Gesellschaftsparty, wo Anvaere ihnen Insiderinformationen über einige der anderen Gäste und die Königin von Cairhien selbst gibt. Moiraine erscheint in „Tochter der Nacht“ vor Anvaeres Haustür, nachdem sie viele Jahre weg war, konzentriert sich aber mehr auf ihr Bedürfnis, Rand in der Stadt zu finden, als auf die Wiederverbindung mit ihrer Schwester. Obwohl Moiraine das ältere Geschwisterchen ist, wirkt sie dank der Einen Macht viel jünger als Anvaere, die Moiraine schnell daran erinnert, dass sie seit ihrem letzten Treffen viele Widrigkeiten überstanden hat. Und als örtlicher Spionagemeister gelingt es Anvaere, Moiraine rechtzeitig zu Rand zu führen, damit sie ihm bei der Flucht aus dem verlassenen Lanfear helfen kann. Moiraine und Rand flüchten bei Anvaere und ihrem Sohn Barthanes Damodred in „Damane“. Ein offenes Gespräch mit Anvaere veranlasst Moiraine, ihre Pläne zu ändern und Rand zu erlauben, Lanfear zur Rede zu stellen, anstatt weiterzulaufen. In „Eyes Without Pity“ schlägt Anvaere auf Moiraine ein, als diese Barthanes’ ernsthafte Bemühungen, wieder Kontakt zu seiner Tante aufzunehmen, zurückweist. Später ermutigt Moiraine Barthanes, der dank seiner Verlobung mit der Königin von Cairhien bald König sein wird. In „Daes Dae’mar“ belauscht Anvaere ein privates Gespräch zwischen Barthanes und den Aes Sedai Liandrin Guirale und enthüllt, dass sie heimlich Schattenfreunde sind. Ihr Meister, der Verlassene Ishamael, möchte, dass Barthanes die lästige Moiraine ermordet und Anvaere selbst, wenn nötig, ihr Geheimnis bewahrt. Barthanes folgt seiner Anweisung, Moiraine zu töten, wird jedoch getäuscht und von seiner angewiderten Mutter in eine Zelle gesperrt. Obwohl er beteuert, dass seine Treue zum Dunklen König ihnen ein Vermögen eingebracht hat, hat Anvaere sein Verbrechen bereits den Behörden gemeldet und sein Schicksal besiegelt.

### Barthanes Damodred
Barthanes Damodred ist der Hohe Herr des Hauses Damodred und Cousin des ehemaligen Königs von Carhien. In Die Jagd beginnt lädt er Rand al’Thor zu einer Party ein, um Rands Loyalität zu prüfen. Barthanes ist insgeheim ein Schattenfreund und übermittelt eine Nachricht des doppelzüngigen Padan Fain, der Rand nach Falme lockt. Anschließend wird Barthanes von einem Agenten des Dunklen ermordet.
Eine Version der Figur wird von Will Tudor in der Fernsehadaption „Wheel of Time“ dargestellt und erscheint erstmals in der Folge „Damane“ aus dem Jahr 2023. In der Serie ist Barthanes der Neffe von Moiraine Damodred, dem Sohn ihrer Schwester Anvaere, und soll mit Galldrain, der Königin von Cairhien, verheiratet sein. Eine zu Besuch kommende Moiraine, die schon lange von der Familie abwesend und von ihrem Geschäft mit den Aes Sedai abgelenkt ist, weist Barthanes‘ Versuche, sich in „Augen ohne Mitleid“ wiederzufinden, zunächst zurück, hat aber später freundliche Worte für ihn. In „Daes Dae’mar“ trifft Barthanes die Aes Sedai Liandrin Guirale und enthüllt, dass sie insgeheim Schattenfreunde sind. Ihr Meister Ishamael möchte, dass Barthanes die lästige Moiraine tötet und seine Mutter, wenn nötig, das Geheimnis bewahrt, doch Anvaere belauscht sie. Barthanes folgt seiner Anweisung, Moiraine zu töten, wird jedoch getäuscht und von seiner angewiderten Mutter in eine Zelle gesperrt. Obwohl er beteuert, dass seine Treue zum Dunklen König ihnen ein Vermögen eingebracht hat, hat Anvaere sein Verbrechen bereits den Behörden gemeldet und sein Schicksal besiegelt.

### Der dunkle König
Der Dunkle König ist ein bösartiges Wesen, das, obwohl es seit der Erschaffung des Rads der Zeit seit Jahrtausenden gefangen ist, plant, es zu zerstören und das Universum nach seinem Vorbild neu zu erschaffen. Um dieses Ziel zu erreichen, setzt er ein Netzwerk von Dienern ein, die vor allem von Macht- und Unsterblichkeitsversprechen verführt wurden. Die bemerkenswertesten unter ihnen sind die Verlorenen, mächtige Machtlenker, die im Zweiten Zeitalter mit ihm eingesperrt waren und am Ende des Dritten Zeitalters zu fliehen und wieder in die Welt einzutreten beginnen.
In der Fernsehadaption von Wheel of Time wird der Dunkle in der Episode „Shadow’s Waiting“ der ersten Staffel als verkohlte Gestalt mit Flammen in Mund und Augen dargestellt. Er erscheint Rand al’Thor, Mat Cauthon, Perrin Aybara und Egwene al’Vere in ihren Träumen und beweist, dass er trotz seiner Gefangenschaft in der Lage ist, die Welt zu erreichen.

### Demandred
Demandred ist einer der mächtigsten der Verlorenen und hat sich aus Eifersucht auf Lews Therin Telamons Überlegenheit dem Schatten zugewandt. Während des Zeitalters der Legenden diente er als oberster Militärgeneral des Dunklen Königs. In der Reihe wird wiederholt über Demandred und seine Pläne gesprochen, obwohl die Figur erst im letzten Roman, Das Vermächtnis des Lichts, auftaucht. Er führt die Streitkräfte des Schattens in der letzten Schlacht an. Der Aes-Sedai-Behüter Lan Mandragoran greift Demandred an, tötet ihn im Zweikampf, indem er sich von Demandred erstechen lässt, und enthauptet dann den Verlassenen, während seine Klinge auf diese Weise im Einsatz ist.

### Padan Fain
Padan Fain ist ein reisender Händler, der in Die Suche nach dem Auge der Welt in das abgelegene Dorf Emondsfelde kommt, als es gerade von einer Horde furchterregender Trollocs angegriffen wird. Mehrere Anwohner, die von den Trollocs gesucht wurden, fliehen mit der Aes Sedai Moiraine Damodred. Fain ist ein Schattenfreund, ein Diener des Dunklen Königs, dem dieser überirdische Kräfte verliehen hat, damit er Rand al’Thor, Mat Cauthon und Perrin Aybara aufspüren kann, von denen man annimmt, dass einer von ihnen der prophezeite wiedergeborene Drache ist. Nachdem Fain die Trollocs in das Dorf geführt hatte, seine Mission aber dennoch scheitert, ist er gezwungen, sich der fortgesetzten Verfolgung durch die Myrddraal anzuschließen.
Fain sieht eine Chance, dem Myrddraal zu entkommen, als Rands Gruppe der Gefangennahme entgeht, indem sie die verfluchte Stadt Shadar Logoth betritt, wohin die Myrddraal und Trollocs nicht gehen werden. Die einst als Aridhol bekannte Stadt wurde von einem böswilligen Wesen namens Mashadar übernommen. Der Geist Mordeth, der ehemalige Stadtrat von Aridhol, der jetzt der Avatar von Mashadar ist, lockt Rand, Mat und Perrin zu einer verfluchten Schatzkammer, aus der Mat heimlich einen Dolch entnimmt. Sie verlassen die Stadt und der Dolch beginnt, Mats Geist und Körper zu verderben. Bevor Fain folgen kann, erkennt Mordeth in ihm einen Weg, selbst aus der Stadt zu fliehen. Doch da der Dunkle König Fains Seele berührt und verändert hat, kann Mordeth nur mit Fain verschmelzen, ihn jedoch nicht vollständig überholen. Fain entkommt in Die Jagd beginnt der Gefangenschaft der Aes Sedai und stiehlt dabei sowohl Mats Dolch als auch das mächtige Horn von Valere.
Fain wird von Johann Myers in der Adaption der Fernsehserie „Wheel of Time“ dargestellt.

### Graendal
Graendal ist eine der Verlorenen, eine ehemalige Psychologin, die von Schönheit und Kontrolle besessen ist. Sie zeichnet sich durch ihre Beherrschung des Zwanges aus, einer besonderen Form des Einsatzes der Einen Macht, um den Geist anderer zu kontrollieren. In der Reihe scheitern ihre Pläne mit Sammael, Demandred und Aran’gar und sie wird mit dem Tod bestraft, weil sie es versäumt hat, Perrin Aybara zu töten, nachdem Moridin ihr die Werkzeuge dazu gegeben hatte.

### Liandrin Guirale
Liandrin Guirale ist eine Aes Sedai der Roten Ajah, die in Die Suche nach dem Auge der Welt vorgestellt wird. In Die Jagd beginnt lockt sie die Aes-Sedai-Novizinnen Egwene al’Vere, Nynaeve al’Meara und Elayne Trakand nach Falme, indem sie ihnen erzählt, dass ihr Freund Rand al’Thor in Schwierigkeiten ist. Dort angekommen werden sie von Liandrin, einer heimlichen Schattenfreundin und Mitglied der Schwarzen Ajah, verraten und der sencharischen Hochlady Suroth zur Versklavung übergeben.
Liandrin wird von Kate Fleetwood in der Adaption der Fernsehserie „Wheel of Time“ dargestellt und erscheint erstmals in der Folge „A Place of Safety“ von 2021.

### Ishamael
Ishamael ist der mächtigste der Verlorenen und der einzige Mann, von dem bekannt ist, dass er Lews Therin Telamon und seiner Reinkarnation Rand al’Thor an Macht gleichkommt. Ursprünglich hieß er Elan Morin Tedronai und schloss sich dem Schatten an, weil er damit rechnete, dass der Dunkle König irgendwann unweigerlich triumphieren würde. Er war an das Gefängnis des Dunklen Königs gebunden, konnte aber im Gegensatz zu den anderen Verlassenen weiterhin in regelmäßigen Abständen um die Welt wandeln. Als Lews in den Wahnsinn getrieben wird und seine eigene Familie ermordet, besucht ihn Ishamael und heilt seinen Geist, damit ihm klar wird, was er getan hat. Er ist frustriert, als Lews Selbstmord begeht und Ishamael um die Möglichkeit bringt, ihn weiter zu bestrafen. Im Laufe der Jahrtausende gelang es Ishamael, menschliche Ereignisse zu manipulieren, Konflikte zu schüren und so den Grundstein für den Aufstieg des Dunklen Königs zu legen. Unter dem Namen Ba’alzamon dringt Ishamael in Die Suche nach dem Auge der Welt in die Träume von Rand, Perrin und Mat ein. Rand wird schließlich von Ba’alzamon konfrontiert, von dem er glaubt, dass er selbst der Dunkle ist, und weist ihn erfolgreich zurück, indem er zum ersten Mal die Eine Macht kanalisiert. In Die Jagd beginnt leitet Ishamael als Ba’alzamon ein geheimes Treffen, an dem die Verlorenen, verschiedene Schattenfreunde und zwei Aes Sedai teilnehmen. Rand kämpft in Falme gegen Ba’alzamon und verwundet den Verlorenen schwer, indem er sich selbst zuerst erstochen hat. Ba’alzamon greift Rand in Die Rückkehr des Drachen erneut an, doch Rand tötet ihn mit dem mächtigen Kristallschwert Callandor. Ishamael wird später vom Dunklen König als Moridin reinkarniert.
Ishamael wird von Fares Fares in der Fernsehadaption „Wheel of Time“ dargestellt und erscheint erstmals in der Folge „Das Auge der Welt“ aus dem Jahr 2021, in der er von Rand und Moiraine Damodred mit dem Dunklen verwechselt wird. Rand scheint ihn zu neutralisieren, aber nicht bevor es Ishamael gelingt, Moiraine von der Einen Macht abzuschneiden. In der zweiten Staffel schmiedet Ishamael den Plan, Rand zum Schatten zu verführen oder ihn zu vernichten. In „Daughter of the Night“ wird offenbart, dass er zuvor den gefährlichen Verlassenen Lanfear freigelassen hat, der bereits Rand, die Reinkarnation ihres alten Liebhabers Lews, aufgesucht hat. Er engagiert die Aes Sedai Liandrin Guirale als seinen Agenten und zwingt Min Farshaw, Mat nach Falme zu führen, wo er Rand töten soll. Ishamael hat sich auch als mächtiger Berater der einfallenden Seanchaner positioniert, indem er sich bei Hochlord Turak beliebt gemacht hat und Hochlady Suroth völlig kontrolliert, die seine wahre Natur kennt und ihn fürchtet. In „What Was Meant to Be“ bittet Ishamael Rand, sich ihm und dem Schatten anzuschließen oder getötet zu werden. Rand weigert sich und Ishamael nutzt Illusionen, um Mat dazu zu bringen, Rand mit einem verfluchten Dolch zu erstechen. Mit der Hilfe seiner Freunde gelingt es Rand, sich zu erheben und Ishamael mit einem Schwert zu töten, das mit der Einen Macht erfüllt ist.
Sean T. Collins von Vulture beschrieb den Charakter als „gutaussehend, weltgewandt, kultiviert ... und er ist einer der innovativsten großen Bösewichte, die ich im Genrefernsehen gesehen habe, seit dem psychotischen Muntermacher Lalo Salamanca in Better Call Saul.“

### Lanfear
Lanfear ist eine der mächtigsten Verlorenen und die mächtigste weibliche Machtlenkerin unter ihnen. Ursprünglich als Mierin Eronaile bekannt, hatte sie eine romantische Beziehung mit dem Drachen Lews Therin Telamon, wurde aber schließlich von ihm wegen ihres ungezügelten Ehrgeizes verschmäht. Sie wurde mit dem Dunklen König und den anderen Verlorenen eingesperrt, entkommt aber schließlich am Ende des Dritten Zeitalters und macht sich auf die Suche nach Rand al’Thor, der Reinkarnation von Lews.
Sie wird in Die Jagd beginnt als die geheimnisvolle Selene vorgestellt und inszeniert ihre Rettung durch Rand al’Thor, die Reinkarnation von Lews, vor einem Angriff seltsamer Bestien namens Grolm in einer verzerrten, alternativen Welt. Anschließend führt sie Rand und seine Gruppe zurück zu einem Portalstein, mit dem er in die reale Welt zurückkehrt. Lanfear ist in Tel’aran’rhiod, der Welt der Träume, sehr mächtig und besucht dort Rand und Mat als Selene in Die Rückkehr des Drachen. Sie ist überrascht, Perrin Aybara im Traumreich zu sehen, aber als Wolfsbruder hat er auch dort Macht und erkennt sie schließlich als Lanfear. Sie verkörpert Else Grinwell und erscheint Egwene al’Vere, Nynaeve al’Meara und Elayne Trakand, um ihre Ermittlungen zur Schwarzen Ajah zu manipulieren. Lanfear erscheint Rand als Selene in Der Schatten erhebt sich und offenbart ihre Identität als eine der Verlorenen.
Lanfear wird von Natasha O’Keeffe in der Adaption der Fernsehserie „Wheel of Time“ dargestellt und erscheint erstmals in der Folge „Strangers and Friends“ aus dem Jahr 2023. Lanfear gibt sich zunächst als Gastwirtin Selene aus und beginnt eine romantische Beziehung mit Rand, in der Hoffnung, ihn an die Loyalität zu binden und ihn zum Schatten zu verführen.

### Loial
Loial ist ein Ogier, der Rand al’Thor in Tar Valon in Die Suche nach dem Auge der Welt trifft und einer seiner treuesten und vertrauenswürdigsten Freunde wird. Die Ogier sind eine behaarte, breitgesichtige und immens große und starke Humanoidenart, die für ihre Geschicklichkeit im Holz- und Mauerwerk bekannt ist. Obwohl sie körperlich einschüchternd wirken, sind sie friedlich, intelligent und an historischen und genealogischen Studien interessiert. Die Ogier besitzen auch eine einzigartige Fähigkeit namens „Baumsingen“, bei der sie das Wachstum und die Heilung von Bäumen und Pflanzen anregen, indem sie ihnen etwas vorsingen.
Loial wird von Hammed Animashaun in der Adaption der Fernsehserie „Wheel of Time“ dargestellt und erscheint erstmals in der Folge „Blood Calls Blood“ von 2021.

### Elyas Machera
Elyas Machera ist ein Fährtenleser und Wolfsbruder, ein Mann, der in der Lage ist, telepathisch mit Wölfen zu kommunizieren. In Die Suche nach dem Auge der Welt trifft er Perrin Aybara und Egwene al’Vere auf der Flucht aus der verfluchten Stadt Shadar Logoth und offenbart Perrin, dass er auch ein Wolfsbruder ist.
Elyas wird von Gary Beadle in der Adaption der Fernsehserie „Wheel of Time“ dargestellt und erscheint erstmals in der Folge „A Taste of Solitude“ aus dem Jahr 2023.

### Verin Mathwin
Verin Mathwin ist eine Aes Sedai der Braunen Ajah, die in „Die große Jagd“ als Teil der Eskorte des Amyrlinsitzes Siuan Sanche nach Fal Dara vorgestellt wird.
Verin wird von Meera Syal in der Adaption der Fernsehserie „Wheel of Time“ dargestellt und erscheint erstmals in der Folge „A Taste of Solitude“ aus dem Jahr 2023.

### Mesaana
Mesaana ist eine der Verlorenen und bekannt für ihre weit verbreiteten Versuche, Kinder dazu zu indoktrinieren, dem Dunklen König zu dienen. Im dritten Zeitalter infiltriert sie die Weißen Burg der Aes Sedai, manipuliert interne Konflikte und überwacht den Amyrlin-Sitz Elaida a’Roihan. Mesaana kontrolliert auch Alviarin Freidhen von der Weißen Ajah, die der Amyrlin als Hüterin der Chroniken dient und heimlich den Hohen Rat der Schwarzen Ajah leitet. In Mitternachtstürme lockt Egwene al’Vere Mesaana aus ihrem Versteck nach Tel’aran’rhiod, wo es Egwene gelingt, Mesaanas Verstand zu brechen.

### Moghedien
Moghedien ist eine der Verlorenen und als Meisterintrigantin bekannt. Sie schloss sich heimlich dem Schatten an und leitete aus Lews Therin Telamons eigenen Reihen ein umfangreiches Spionagenetzwerk für den Dunklen König. Ursprünglich hieß sie Lillen Moiral, den Namen Moghedien nahm sie jedoch von einer zurückgezogen lebenden, aber äußerst tödlichen Spinne aus dem Zweiten Zeitalter an. Ihre Beherrschung von Tel’aran’rhiod, der Welt der Träume, kann mit der von Lanfear konkurrieren. In Der Schatten erhebt sich überwacht Moghedien verdeckt Liandrin Guirale und die Schwarze Ajah in Tanchico und nutzt dann Zwang, um Elayne Trakand und Nynaeve al’Meara, die gegen die Schwarze Ajah ermitteln, auf subtile Weise zu befragen. Moghedien kämpft gegen Nynaeve und entwischt, als sie feststellt, dass sie ebenbürtig sind. Moghedien bestraft Liandrin für ihre Insubordination, indem sie sie in Die Feuer des Himmels von der Einen Macht abschneidet. Sie hat in Birgitte Silberbogen die Reinkarnation ihrer Feindin Teadra aus dem Zeitalter der Legenden erkannt und schwört, sich endlich zu rächen. Moghedien fängt Nynaeve und Birgitte in Tel’aran’rhiod ein und verletzt sie schwer, wird jedoch selbst verletzt. In einer anschließenden Begegnung unterwirft Nynaeve eine übermütige Moghedien mit einem A’dam. Nynaeve entzieht Moghediens Kräfte, um Rand al’Thor dabei zu helfen, den Verlassenen Rahvin mit Baalsfeuer zu besiegen. Nynaeve und Elayne halten Moghedien in Herr des Chaos heimlich als Gefangenen. Obwohl sie sie den Aes Sedai zur Verhandlung und Hinrichtung übergeben sollten, glauben sie, dass das wertvolle Wissen, das sie von ihr über alte Gewebe erhalten, die Verzögerung wert ist. Aran’gar, die Reinkarnation Balthamels, befreit sie später.
Moghedien wird von Laia Costa in der Adaption der Fernsehserie „Wheel of Time“ dargestellt und erscheint erstmals in der Folge „What Was Meant to Be“ aus dem Jahr 2023. Nach Ishamaels Niederlage gegen Rand al’Thor plant Lanfear, die anderen Verlorenen loszuwerden, indem er die Siegel, an die sie gebunden sind, in den Ozean wirft. Lanfear ist schockiert, als sie Moghedien gegenübersteht, die verrät, dass Ishamael ihren Verrat vorhergesehen und sie und die verbleibenden Verlorenen befreit hat.

### Alanna Mosvani
Alanna Mosvani ist eine Aes Sedai der Grünen Ajah, die in Die Jagd beginnt als Teil der Eskorte des Amyrlin-Sitzes Siuan Sanche nach Fal Dara vorgestellt wird.
Alanna wird von Priyanka Bose in der Adaption der Fernsehserie „Wheel of Time“ dargestellt und erscheint erstmals in der Folge „A Place of Safety“ aus dem Jahr 2021.

### Kerene Nagashi
Kerene Nagashi ist eine Aes Sedai der Grünen Ajah, die im Prequel-Roman Der Ruf des Frühlings vorkommt, in dem sie vor den Ereignissen von Die Suche nach dem Auge der Welt auf der Suche nach dem wiedergeborenen Drachen getötet wird.
Kerene wird von Clare Perkins in der ersten Staffel der Adaption der Fernsehserie „Wheel of Time“ dargestellt und erscheint erstmals in der Folge „A Place of Safety“ aus dem Jahr 2021.

### Tuon Athaem Kore Paendrag
Tuon Athaem Kore Paendrag, Hochlady Tuon, ist Tochter der Neun Monde und somit Erbin des Kristallthrons von Seanchan. In In den Klauen des Winters ist sie in Mat Cauthons Flucht aus der Stadt Ebou Dar verwickelt. Mat nutzt die Gelegenheit, um sie zu entführen, da die Aelfinn-Seher vorausgesagt haben, dass er sie heiraten wird. In Zwielichtige Pfade wirbt er um sie, und in Die Traumklinge heiraten sie. Tuon erfährt von der Ermordung ihrer Mutter, der Seanchan-Kaiserin Radhanan Paendrag, kehrt nach Ebou Dar zurück und versklavt die verräterische Hochlady Suroth, die den Mord an Tuon geplant hat, um sich selbst den Thron zu sichern. Tuon erklärt sich selbst zur Kaiserin Fortuona der Seanchaner.

### Rahvin
Rahvin ist einer der Verlorenen, der in Andor das Pseudonym „Lord Gaebril“ annimmt. In Die Rückkehr des Drachen ist er die Nachfolge von Elaida a’Roihan als Chefberaterin von Königin Morgase Trakand angetreten. Mat Cauthon hört, wie er plant, Morgases Tochter und Erbin Elayne Trakand und Mats Freunde Egwene al’Vere und Nynaeve al’Meara zu ermorden. Mat kann es Morgase nicht sagen und beschließt, den Versuch selbst zu vereiteln. In Die Feuer des Himmels ist Rahvin Morgases Gemahl und nutzt Zwang, um sie zu manipulieren und durch sie über Andor zu herrschen. Von Rahvin in einem verwirrten und ahnungslosen Zustand gehalten, erfährt Morgase schließlich, dass er ihre Verbündeten entfremdet und sich mit Menschen umgeben hat, die ihm treu ergeben sind, und sie entkommt Caemlyn. Später heißt es, sie sei tot, was Rand al’Thor dazu veranlasst, sich zu rächen. Rahvin lockt Rand und seine Freunde in eine Falle und tötet Mat, die Aiel-Tochter des Speers Aviendha und den Verlorenen Asmodean mit einem Blitz. Ein wütender Rand konfrontiert Rahvin direkt. Sie sind ebenbürtig und ihr Kampf führt sie in die Welt der Träume. Nachdem Nynaeve die Verlorene Moghedien mit einem A’dam unterworfen hat, nutzt sie Moghediens Kräfte, um Rahvin anzugreifen, was Rand die Chance gibt, Rahvin mit Baalsfeuer zu vernichten. Der Tod von Mat, Aviendha und Asmodean wird dadurch ungeschehen gemacht.

### Sammael
Sammael ist einer der Verlorenen, ein hochrangiger Militärgeneral im Zeitalter der Legenden, der sich aus Verbitterung dem Schatten zuwandte, nachdem Lews Therin Telamon das Oberkommando über die Kräfte des Lichts erhalten hatte. In Die Rückkehr des Drachen erfahren Rand und seine Verbündeten, dass Sammael als Lord Brend über Illian herrscht. In Der Schatten erhebt sich schickt Sammael eine Streitmacht aus Myrddraal und Trollocs, um Rand im Stein von Tear anzugreifen, doch die Verlassene Semirhage schickt ihre eigene Schattenbrut, um sich der von Sammael entgegenzustellen. Rand nutzt das Kristallschwert Callandor, um beide Kräfte mit einem Blitz zu vernichten. In Die Krone der Schwerter kämpft Rand gegen Sammael in der verfluchten Stadt Shadar Logoth, wo der Verlassene vom bösartigen Wesen Mashadar vernichtet wird.

### Siuan Sanche
Siuan Sanche ist der Amyrlin-Sitz, die Anführerin der Aes Sedai und früher ein Mitglied der Blauen Ajah. Sie wird abgesetzt und gedämpft, aber später von Nynaeve al’Meara geheilt. Siuan wird Beraterin und Mentorin von Egwene al’Vere, als diese zum Amyrlin-Sitz erhoben wird.
Siuan wird von Sophie Okonedo in der Adaption der Fernsehserie „Wheel of Time“ dargestellt und erscheint erstmals in der Folge „Die Flamme von Tar Valon“ aus dem Jahr 2021.

### Semirhage
Semirhage ist einer der Verlorenen, eine gefeierter Heiler im Zeitalter der Legenden, die es auch genoss, sadistische Folter anzuwenden. Vor die Wahl gestellt, dieses Verhalten zu beenden oder von der Einen Macht getrennt zu werden, entschied sie sich stattdessen, sich dem Schatten anzuschließen. In der Serie verliert Rand al’Thor eine Hand durch einen Feuerball von Semirhage, die es schafft, ihn mit einem männlichen A’dam zu bezwingen. Rand tötet sie daraufhin mit Baalsfeuer.

### Leane Sharif
Leane Sharif ist eine Aes Sedai der Blauen Ajah und später der Grünen Ajah, die als Hüterin der Chroniken unter dem Amyrlin-Sitz Siuan Sanche dient. Sie wird abgesetzt und gedämpft, aber später von Nynaeve al’Meara geheilt.
Leane wird von Jennifer Cheon Garcia in der Adaption der Fernsehserie „Wheel of Time“ dargestellt und erscheint erstmals in der Folge „Die Flamme von Tar Valon“ aus dem Jahr 2021.

### Hochlady Suroth
Suroth Sabelle Meldarath, Hochlady Suroth, ist eine seancharische Adlige und Schattenfreundin, der Liandrin Guirale die Aes Sedai-Novizen Elayne Trakand, Egwene al’Vere und Nynaeve al’Meara übergibt, damit diese in Die Jagd beginnt als Damane ausgebildet werden. Nach der Ermordung der Seanchan-Kaiserin Radhanan Paendrag plant Suroth die Ermordung deren Tochter Tuon Athaem Kore Paendrag, um sich in Die Traumklinge selbst den Thron zu sichern. Tuon entkommt dem Tod und versklavt stattdessen die verräterische Suroth.
High Lady Suroth wird von Karima McAdams in der Adaption der Fernsehserie „Wheel of Time“ dargestellt und erscheint erstmals in der Folge „Strangers and Friends“ aus dem Jahr 2023.

### Hochlord Turak
Turak Aladon, Hochlord Turak, ist ein seancharischer Adliger und königlicher Kommandeur der Hailene, der seanchanischen Streitmacht, die in die Westlande geschickt wurde, um sie zu erkunden und schließlich zu erobern. Er wird im persönlichen Kampf von Rand al’Thor besiegt, als die Seanchan-Truppen in Falme einmarschieren.
Turak wird von Daniel Francis in der Fernsehadaption „Wheel of Time“ dargestellt und erscheint erstmals in der Folge „Damane“ aus dem Jahr 2023.

### Eamon Valda
Eamon Valda ist der Lord Kommandant der Kinder des Lichts und ein Klingenmeister. Er plant, seinen Vorgänger, Pedron Niall, ermorden zu lassen, damit er selbst zum Lord Kommandanten aufsteigen kann. Als Nächstes zwingt Valda Königin Morgase von Andor, sich schriftlich seiner Autorität zu unterwerfen, und vergewaltigt sie dann. Galad Damodred, Valdas ehemaliger Untergebener und Morgases Adoptivsohn, fordert Valda heraus und tötet ihn im Zweikampf.
Valda wird von Abdul Salis in der Fernsehadaption „Wheel of Time“ dargestellt und erscheint erstmals in der Folge „Shadow’s Waiting“ aus dem Jahr 2021.

## Andere

### A
- Jonan Adley: Früher Rekrut der Schwarzen Burg. Getötet, als Rand al’Thor die Kontrolle über Callandor in Altara verlor.
- Lelaine Akashi: Aes Sedai, Sitzende und Anführerin der Blauen Ajah.
- Nalesean Aldiaya: Verstorbener Kommandant der Bande der Roten Hand.
- Alivia: Ehemalige Damane. Die mächtigste Machtlenkerin, die im dritten Zeitalter geboren wurde.
- Katerine Alruddin: Offiziell Schwester der Roten Ajah, insgeheim Teil der Schwarzen Ajah. In Tel’aran’rhiod von Egwene al’Vere getötet.
- Doesine Alwain: Aes Sedai der Gelben Ajah. Sie war Teil der Gruppe von Aes Sedai, die den Eidstab benutzte, um Schwestern der Schwarzen Ajah in der Weißen Burg zu enthüllen. Sie wurde in der letzten Schlacht getötet.
- Guaire Amalasan: Ein früherer Falscher Drache, der im Krieg des Zweiten Drachen fast die Hälfte der Westlande eroberte. Von Artur Falkenflügel besiegt und von der Weißen Burg gedämpft.
- Merana Ambrey: Aes Sedai der Grauen Ajah.
- Amys: Weise Frau der Aiel. Eine der wichtigsten Mentorinnen von Aviendha und Egwene.
- Setalle Anan: Ehemalige Aes Sedai der Braunen Ajah, die ausgebrannt ist und Gastwirtin in Ebou Dar wurde.
- Sashalle Anderly: Aes Sedai der Roten Ajah, von Rand bei seinem Freikommen gedämpft und von Damer Flinn geheilt.
- Estean Andiama: Generalleutnant der Bande der Roten Hand. Er befehligt die Kavallerie des Murandy-Kontingents, insbesondere drei berittene Banner.
- Rianna Andomeran: Offiziell Schwester der Weißen Ajah, insgeheim Teil der Schwarzen Ajah. In einem Stedding gefangen gehalten.
- Anlee: Aes Sedai und ehemalige Sitzende der Blauen Ajah.
- Aram: Ein junger Tuatha’an (Kesselflicker), der sich Perrin anschloss, nachdem er den Weg des Blattes aufgegeben hatte, weil er gesehen hatte, wie andere Kesselflicker von Trollocs getötet wurden. Schließlich versuchte er, Perrin zu töten, nachdem er von Masema dazu verleitet worden war, zu glauben, Perrin sei eine Schattenbrut.
- Naean Arawn: Andoranische Adlige. Versucht nach Morgases Verschwinden, den Löwenthron zu beanspruchen, wird jedoch von Dyelin verhaftet und eingesperrt. Später von Arymilla befreit und gezwungen, ihren Anspruch auf den Thron zu unterstützen. Nach Arymillas Angriff auf Caemlyn von Elayne gefangen genommen und aller Ländereien und Titel beraubt. Später bot Elayne ihr neue Ländereien in Cairhien an.
- Lyrelle Arienwin: Aes Sedai und Sitzende der Blauen Ajah.
- Saerin Asnobar: Aes Sedai und Sitzende der Braunen Ajah. Sie war Teil der Gruppe der Aes Sedai, die den Eidstab benutzte, um Schwestern der Schwarzen Ajah in der Weißen Burg zu enthüllen.
- Rhadam Asunawa: Hoher Inquisitor, Anführer der Hand des Lichts (einer Organisation innerhalb der Kinder des Lichts). Sein Fanatismus erwies sich letztendlich selbst für die anderen Kinder als zu groß und er wurde hingerichtet, um Galad Platz zu machen, um Kommandierender Lordhauptmann zu werden.
- Edesina Azzedin: Aes Sedai, Schwester der Gelben Ajah und ehemalige Damane.

### B
- Bain: Aiel-Tochter des Speers. Erstschwester von Chiad.
- Bair: Weise Frau aus der Haido Septe der Shaarad Aiel. Kann die Macht nicht lenken, ist aber eine erfahrene Traumgängerin.
- Sebban Balwer: Sekretär und Spionagemeister von Perrin Aybara, ehemaliger Spionagemeister des Kommandierenden Lordhauptmanns der Kinder des Lichts Pedron Niall.
- Teslyn Baradon: Aes Sedai der Roten Ajah. Unter Elaidas Herrschaft verbannt. In Ebou Dar von den Seancharern gefangen genommen und von Mat befreit. Nach ihrer Befreiung reiste sie gemeinsam mit der Mat und der Bande der roten Hand.
- Narenwin Barda: Aes Sedai der Gelben Ajah.
- Duhara Basaheen: Schwester der Schwarzen Ajah, ehemals der Roten Ajah. Von Aviendha getötet.
- Davram Bashere: Einer der fünf „Großen Hauptmänner“. Geboren in Saldaea. Kommandierte den Teil der Armee des Lichts in Caemlyn in der letzten Schlacht, wo er starb.
- Zarine (Faile) Bashere: Tochter von Davram Bashere. Ehefrau von Perrin Aybara. Cousin der Königin von Saldaea.
- Adelorna Bastine: Aes Sedai und Generalhauptmann der Grünen Ajah.
- Sheriam Bayanar: Schwester der Schwarzen Ajah, ehemals Mitglied der Blauen Ajah. Einst die Meisterin der Novizen, dann Egwenes Hüterin der Chroniken, bis sie entdeckt und getötet wurde.
- Myrelle Berengari: Aes Sedai, Schwester der Grünen Ajah und Generalhauptmann der Rebellen.
- Falion Bhoda: Schwester der Schwarzen Ajah, ehemals der Weißen Ajah. Von Aviendha getötet.
- Nesune Bihara: Aes Sedai, Schwester der Braunen Ajah.
- Jesse Bilal: Aes Sedai und Erste Vorsitzende des Rates der Braunen Ajah.
- Geofram Bornhald: Ein Lordhauptmann der Kinder des Lichts. Er nimmt Egwene und Perrin gefangen und wird schließlich von Seancharern in Falme getötet. Geofram wird von Stuart Graham in der Fernsehadaption „Wheel of Time“ dargestellt.
- Erian Boroleos: Aes Sedai der Grünen Ajah.
- Silviana Brehon: Aes Sedai der Roten Ajah. Ehemalige Novizenmeisterin und Bewahrerin der Chroniken von Egwene.
- Gareth Bryne: Einer der fünf „Großen Hauptmänner“. Ursprünglich aus Andor. Mutmaßlicher Geliebter von Königin Morgase. Später Behüter von Siuan Sanche. Kommandierte die Armee des Lichts in Kandor in der letzten Schlacht, in der er starb.
- Joiya Byir: Schwester der Schwarzen Ajah, ehemals der Grauen Ajah. Vom Schlächter getötet.

### C
- Jeaine Caide: Schwester der Schwarzen Ajah, ehemals Mitglied der Grünen Ajah. Von Thom getötet.
- Gaidal Cain: Ein Held des Horns, bekannt als der Liebhaber und Begleiter von Birgitte.
- Adine Canford: Aes Sedai der Blauen Ajah.
- Canin: Kapitän des Schiffes Darter.
- Taril Canler: Asha’man im Schwarzen Turm, loyal gegenüber Logain Ablar.
- Anaiya Carel: Aes Sedai, Schwester der Blauen Ajah. Von Aran’gar getötet.
- Carlomin: Ein Tairen-Lord. Als Bannergeneral der Bande der Roten Hand führt er ein Kavalleriebanner in Altara an.
- Galina Casban: Schwester der Schwarzen Ajah und ehemalige Höchste der Roten Ajah. Jetzt Gai’shain der Shaido.
- Romanda Cassin: Aes Sedai der Gelben Ajah. Sitzende und erste Weberin der Burg und vorher bei den Rebellen. In der letzten Schlacht gestorben.
- Merilille Ceandevin: Aes Sedai der Grauen Ajah.
- Noal Charin: Mitglied der Bande der Roten Hand, auch bekannt als der legendäre Reisende „Jain Fernstreicher“. Held des Horns.
- Chiad: Aiel-Tochter des Speers. Erstschwester von Bain, Liebesinteresse Gauls.
- Rafela Cindal: Aes Sedai der Blauen Ajah.
- Serancha Colvine: Anführerin der Grauen Ajah.
- Reanne Corly: Mitglied des Teekränzchens der Kusinen, heimlich die Beschützerin vieler Angreale und Ter’angreale, einschließlich der Schüssel der Winde.
- Couladin: Der Anführer der Shaido Aiel und falscher Car’a’carn. Von Mat Cauthon getötet. Verheiratet mit Sevannah.

### D
- Theodrin Dabei: Aes Sedai der Braunen Ajah.
- Zerah Dacan: Aes Sedai der Weißen Ajah.
- Nisao Dachen: Aes Sedai der Gelben Ajah. Ihr Behüter ist Sarin Hoigan.
- Herrin Daelvin: Gastwirtin des Golden Stag in Maerone.
- Masema Dagar: Shienaran-Soldat. Betrachtete sich selbst als Prophet des Drachen. Von File getötet.
- Caraline Damodred: Cousine von Moiraine Damodred, früher Rebellin gegen Rand al’Thor. Ehefrau von Darlin Sisnera.
- Galadedrid „Galad“ Damodred: Halbbruder von Elayne und Gawyn Trakand väterlicherseits und als Sohn von Tigraine Mantear auch Rand al’Thors Halbbruder. Schließlich Kommandierender Lordhauptmann der Kinder des Lichts, nachdem er den amtierenden Kommandierenden Lordhauptmann Eamon Valda im Duell besiegte.
- Raolin Darksbane: Ein früherer Falscher Drache, der von der Weißen Burg gedämpft wurde.
- Corlan Dashiva: Tarnung von Aginors Reinkarnation Osang’gar in der Schwarzen Burg.
- Cetalia Delarme: Aes Sedai der Blauen Ajah. Ehemalige Leiterin der Augen-und-Ohren-Abteilung der Blauen Ajah. Von der Schwarzen Ajah getötet.
- Talmanes Delovinde: Ein Lord aus Cairhien. Er führt das Altara-Kontingent aus drei Bannern an, ergänzt durch eine große Gruppe Armbrustschützen. Rechte Hand von Mat in der Bande der Roten Hand. Kommandierte in der letzten Schlacht das Aufgebot von Drachen.
- Takima Deraighdin: Aes Sedai und Sitzende der Braunen Ajah.
- Kumira Dhoran: Aes Sedai der Braunen Ajah. Von Graendal in der Schlacht bei Shadar Logoth getötet.
- Bayle Domon: Wiederkehrender Charakter; Kapitän der Fähre Spray. Von den Seanchanern als Da’covale aufgenommen und von Egeanin Sarna zu ihrem So’jhin gemacht. Später von Egeanin freigelassen und geheiratet.
- Norine Dovarna: Aes Sedai der Weißen Ajah.

### E
- Eadyth: Aes Sedai und ehemalige Sitzende und Erster Auswählende der Blauen Ajah.
- Egeanin Tamarath: (ehemals Egeanin Sarna, bevor sie befördert wurde) ist eine Seanchanische Kapitänin, die ins Blut erhoben wurde. Inzwischen wurde sie degradiert und erhielt den Namen Leilwin Schifflos.
- Renna Emain: Ein Seanchanische Sul’dam, die das Kommando über die versklavte Egwene al’Vere übernimmt.
- Chesmal Emry: Schwarze Ajah, ehemals Mitglied der Gelben Ajah. Von Elayne Trakand getötet.
- Enkazin: Asha’man. Freund von Saml al’Seen aus den zwei Flüssen.
- Demira Eriff: Aes Sedai der Braunen Ajah. Sie hat einen Behüter, Stevan.
- Erith: Ogier, spätere Ehefrau von Loial.
- Meidani Eschede: Aes Sedai der Grauen Ajah.

### F
- Tarna Feir: Aes Sedai der Roten Ajah. Dem Schatten zugewandt.
- Herid Fel: Historiker und Philosoph aus Andor. Mentor von Min Farshaw. Ein Professor an Rands Schule in Cairhein. Rand konsultierte Herid zu vielen esoterischen Themen. Von einem Gholam getötet, vermutlich um ihn zum Schweigen zu bringen.
- Dagdara Finchey: Schwester der Schwarzen Ajah, ehemals der Gelben Ajah.
- Damer Flinn: Einer der ältesten Asha’man, der erste, der auf diese Fähigkeit getestet wurde. Als Behüter an Corele Hovian gebunden. Bestes männliches Talent im Heilen, auf Augenhöhe mit Nynaeve.
- Andaya Forae: Aes Sedai und Sitzende der Grauen Ajah.
- Careane Fransi: Schwester der Schwarzen Ajah, ehemals Mitglied der Grünen Ajah. Von Vandene Namelle getötet.
- Alviarin Freidhen: Aes Sedai der Weißen Ajah und Hüterin der Chroniken unter dem Amyrlin-Sitz Elaida a’Roihan. Sie leitet heimlich den Obersten Rat der Schwarzen Ajah in der Weißen Burg, wird aber selbst von der Verlassenen Mesaana kontrolliert.

### G
- Ryma Galfrey: Aes Sedai der Gelben Ajah, später von den Seanchan versklavt. Ryma wird von Nyokabi Gethiaga in der zweiten Staffel der Fernsehadaption „Wheel of Time“ dargestellt und erscheint erstmals in der Folge „Damane“ aus dem Jahr 2023.
- Gaebril: Alias des Verlorenen Rahvin (siehe Rahvin bei Nebencharaktere).
- Gaul: Aiel-Steinhund. Gefährte von Perrin Aybara.
- Toveine Gazal: Aes Sedai und ehemalige Sitzende der Roten Ajah. Von Logain gebunden und dem Schatten zugewandt.
- Charl Gedwyn: Asha’man, der Teil der Verschwörung war, Rand al’Thor in Cairhien zu töten. Von Padan Fain/Mordeth getötet.
- Marillin Gemalphin: Schwester der Schwarzen Ajah, ehemals der Braunen Ajah.
- Androl Genhald: Asha’man in der Schwarzen Burg, loyal gegenüber Logain Ablar. Extrem schwach in der Macht, aber mit dem Talent, Wegetore zu erschaffen. Gegenseitig mit Pevara Tazanovni verbunden.
- Basel Gill: Der ehemalige Gastwirt von Der Königin Segen in Caemlyn. Beteiligt sich an Morgases Flucht aus Andor und schließt sich gemeinsam mit ihr dem Gefolge von Perrin Aybara an.
- Jur Grady: Einer der ursprünglichen Asha’man-Rekruten. Begleitet Perrin Aybara.
- Ailhuin Guenna: Weise Frau, bot Nynaeve, Elayne und Egwene Schutz.

### H
- Merise Haindehl: Aes Sedai, Schwester der Grünen Ajah. Band den Asha’man Jahar Narishma als Wächter.
- Shaidar Haran: Myrddraal. Ein Hauptagent des Dunklen Königs.
- Morly Hardlin: Einer der Asha’man in der Schwarzen Burg, der Logain Ablar treu ergeben ist.
- Faeldrin Harella: Aes Sedai, Schwester der Grünen Ajah. In der letzten Schlacht getötet.
- Jurah Haret: Gastwirt in Tear.
- Bera Harkin: Aes Sedai, Schwester der Grünen Ajah.
- Yukiri Haruna: Aes Sedai und Sitzende für die Graue Ajah. Sie war Teil der Gruppe der Aes Sedai, die den Eidstab benutzte, um Schwestern der Schwarzen Ajah in der Weißen Burg zu enthüllen.
- Artur Falkenflügel: Vollständiger Name Artur Paendrag Tanreall, General und Kaiser, der tausend Jahre vor der letzten Schlacht den größten Teil der Welt in der Geschichte eroberte; ähnlich wie Dschingis Khan und soll auf die Legenden von König Artus zurückgehen. Held des Horns.
- Seaine Herimon: Aes Sedai und Sitzende der Weißen Ajah. Sie war Teil der Gruppe der Aes Sedai, die den Eidstab benutzte, um Schwestern der Schwarzen Ajah in der Weißen Burg zu enthüllen.
- Eben Hopwil: Asha’man, verbunden mit Daigian Moseneillin. Von Aran’gar getötet, als er versucht, seine Aes Sedai vor dem Angriff des Verlorenen zu schützen.
- Corele Hovian: Aes Sedai der Gelben Ajah. Sie hat sich mit Asha’man Damer Flinn verbunden.
- Hurin: Ein „Diebfänger“ im Dienst des Königs von Shienar. Hat die Gabe, Gewalt zu „riechen“. Begleitete Rand al’Thor in die Welt der Portalsteine. In der letzten Schlacht getötet.
- Springer: Perrin Aybaras verstorbener Wolfsfreund und Mentor.

### I
- Rodel Ituralde: Einer der fünf „Großen Hauptmänner“. Kämpfte gegen die Seancharer in Arad Doman, bis er vom Wiedergeborenen Drachen an die saldaäische Front gebracht wurde. Kommandierte die Armee des Lichts am Shayol Ghul während der letzten Schlacht. Mit ziemlicher Sicherheit Arad Domans neuer Monarch nach der letzten Schlacht.

### J
- Agelmar Jagad: Einer der fünf „Großen Hauptmänner“, Shienarer, führt während der letzten Schlacht die Grenzländer-Armee des Lichts am Tarwinpass an.
- Eldrith Jhondar: Schwester der Schwarzen Ajah, ehemals der Braunen Ajah. Getötet von Doilin Mellar/Daved Hanlon.
- Janduin: Ehemaliger Clanchef der Tardaad Aiel und leiblicher Vater von Rand al’Thor.

### K
- Welyn Kajima: Asha’man.
- Furyk Karede: Seanchan-Bannergeneral der Totenwache, der die Suche nach der Hochlady Tuon in Zwielichtige Pfade leitet.
- Moria Karentanis: Aes Sedai und Sitzende der Blauen Ajah. Auch Teil der Schwarzen Ajah. Gedämpft.
- Alliandre Maritha Kigarin: Königin von Ghealdan. Schwört Perrin Aybara die Treue.
- Temaile Kinderode: Schwester der Schwarzen Ajah, ehemals der Grauen Ajah. Getötet von Doilin Mellar/Daved Hanlon.
- Tylee Kirgan: Eine Bannergeneralin der Seanchan-Armee. Kämpft gemeinsam mit Perrin gegen die Shaido Aiel.
- Raefar Kisman: Asha’man, der Teil der Verschwörung war, Rand al’Thor in Cairhien zu töten.
- Mezar Kurin: Asha’man in der Schwarzen Burg, loyal gegenüber Logain Ablar.

### L
- Annoura Larisen: Aes Sedai der Grauen Ajah, Beraterin und Begleiterin von Berelain, der Ersten von Mayene. Sie brannte sich selbst aus, als sie Galad aus seinem Kampf mit Demandred rettete und nach Mayene brachte.
- Atuan Larisett: Schwester der Schwarzen Ajah, ehemals der Gelben Ajah.
- Amathera Aelfdene Casmir Lounault: Ehemalige Panarchin von Tarabon. Liebesinteresse von Juilin Sandar. Flüchtet mit Mat aus Ebou Dar vor der Gefangennahme durch die Seancharer.
- Haral Luhhan: Schmied aus Emondsfelde und Perrins Lehrmeister.

### M
- Machin Shin, der „Schwarze Wind“; eine bösartige Kraft, die die „Kurzen Wege“ der Ogier zwischen den Wegtoren besetzt und die Seelen derjenigen stiehlt, die er berührt.
- Maigan: Aes Sedai der Blauen Ajah.
- Arel Malevin: Asha’man.
- Madresin Mandevwin: Ein Cairhiener. Als Bannergeneral der Bande der Roten Hand befehligt er die Armbrustschützen, die vorübergehend dem altaranischen Kavalleriekontingent zugeteilt sind.
- Karldin Manfor: Asha’man. Von Beldeine Nyram aus der Grünen Ajah als Behüter gebunden. Von Sharans in der letzten Schlacht getötet.
- Tigraine Mantear: Tochter von Modrellein Mantear, Königin von Andor. Tigraine heiratete Taringail Damodred und hatte einen Sohn, Galad Damodred. Einer Prophezeiung der Aes Sedai Gitara Moroso folgend, schließt sie sich den Aiel als Tochter des Speers an und nimmt den Namen „Shaiel“ an. Sie verliebt sich in Janduin, den Häuptling der Taardad Aiel, stirbt aber während des Aiel-Krieges nach der Geburt ihres Kindes Rand al’Thor an den Hängen des Drachenbergs. Tigraine wird von Magdalena Sittova in der Adaption der Fernsehserie „Wheel of Time“ dargestellt.
- Beonin Marinye: Aes Sedai der Grauen Ajah.
- Arymilla Marne: Andoranische Adlige. Machte nach Morgases Verschwinden Anspruch auf den Löwenthron geltend und war längere Zeit die stärkste Widersacherin Elaynes. Versuchte, das von Elayne kontrollierte Caemlyn zu erobern, wurde jedoch besiegt und aller Ländereien und Titel beraubt. Später bot Elayne ihr neue Ländereien in Cairhien an.
- Joline Maza: Aes Sedai der Grünen Ajah.
- Cabriana Mecandes: Aes Sedai der Blauen Ajah. Von Semirhage gefoltert und getötet.
- Cadsuane Melaidhrin: Legendäre Aes Sedai der Grünen Ajah. Berät Rand al’Thor nach dem vermeintlichen Tod von Moiraine. Nach der letzten Schlacht zum Amyrlin-Sitz erhoben.
- Bonwhin Meraighdin: Aes Sedai der Roten Ajah, die während der Herrschaft von Artur Falkenflügel als Amyrlin herrschte.
- Talene Minly: Schwester der Schwarzen Ajah, ehemals Mitglied der Grünen Ajah.
- Atal Mishraile: Asha’man, loyal gegenüber Mazrim Taim.
- Beslan Mitsobar: Thronfolger von Altara und späterer König. Freund von Mat Cauthon.
- Tylin Quintara Mitsobar: Ehemalige Königin von Altara. Mutter nach Beslan. Hielt Mat Cauthon während dessen Aufenthalt in Ebou Dar als ihren Liebhaber. Von einem Gholam getötet.
- Miyasi: Schwester der Schwarzen Ajah, ehemals der Weißen Ajah.
- Ilyena Moerelle: Ehefrau von Lews Therin Telamon und von ihm getötet.
- Luthair Paendrag Mondwin: Sohn von Artur Falkenflügel, der über den Aryth-Ozean segelte und die Ländereien von Seanchan für das Reich seines Vaters beanspruchte. Vorfahre der seancharischen Kaiserfamilie.
- Gitara Moroso: Aes Sedai-Beraterin von Königin Mordrellen Mantear von Andor und Bewahrerin der Chroniken von Tamra Ospenya. Stirbt an der Anstrengung, die Wiedergeburt des Drachen vorherzusagen.
- Fedwin Morr: Einer der ersten Asha’man. Von Rand al’Thor aus Gnade getötet, nachdem Morr dem Makel auf Saidin zum Opfer gefallen ist.
- Morvrin Thakanos: Aes Sedai, Schwester der Braunen Ajah.
- Delana Mosalaine: Schwester der Schwarzen Ajah, ehemals der Grauen Ajah. Von Rand beim Angriff auf Graendals Versteck mit Baalsfeuer getötet.
- Daigian Moseneillin: Aes Sedai der Weißen Ajah. Von Shaidar Haran getötet.

### N
- Kiruna Nachiman: Aes Sedai, Schwester der Grünen Ajah. In der letzten Schlacht getötet.
- Malind Nachenin: Aes Sedai und ehemalige Sitzende der Grünen Ajah.
- Amico Nagoyin: Schwester der Schwarzen Ajah, ehemals der Gelben Ajah. Vom Schlächter getötet.
- Aeldra Najaf: Aes Sedai der Blauen Ajah und Hüterin der Chroniken für Tamra Ospenya.
- Arlen Nalaam: Asha’man.
- Adeleas Namelle: Aes Sedai, Schwester der Braunen Ajah. Schwester von Vandene Namelle. Von Careane Fransi getötet.
- Vandene Namelle: Aes Sedai, Schwester der Grünen Ajah. Schwester von Adeleas Namelle. Von Chesmal Emry getötet.
- Jahar Narishma: Asha’man, loyal gegenüber Rand al’Thor. Von Merise Haindehl als Wärterin gebunden.
- Berylla Naron: Schwester der Schwarzen Ajah, ehemals Mitglied der Blauen Ajah.
- Fager Neald: Asha’man mit Soldatenrang. Begleitet Perrin Aybara bei seiner Mission, Masema zu finden.
- Corianin Nedeal: Aes Sedai, letzte bekannte Träumerin unter den Aes Sedai vor Egwene.
- Ferane Neheran: Aes Sedai, Sitzende und Erste Denkerin der Weißen Ajah.
- Sarene Nemdahl: Aes Sedai der Weißen Ajah. Eine der Rand verschworenen Schwestern, die ihn zuvor gefoltert hatten. Von Hessalam während der letzten Schlacht mit Zwang belegt und vermutlich ausgebrannt.
- Aludra Nendenhald: Aludra ist eine Feuerwerkerin, die ursprünglich aus Tarabon stammt. Mit Hilfe von Mat Cauthon und Elayne Trakand erschuf sie die Drachen und Dracheneier (Kanonen und explodierende Kanonenkugeln).
- Varil Nensen: Asha’man.
- Pedron Niall: Ehemaliger Kommandierender Lordhauptmann der Kinder des Lichts. Einer der fünf „Großen Hauptmänner“ und der einzige von ihnen der vor der letzten Schlacht stirbt.
- Uno Nomesta: Erfahrener Krieger aus Shienar, dem ein Auge fehlt, wurde ausgewählt, um sich der Suche nach dem Horn von Valere in „Die Jagd beginnt“ anzuschließen.
- Dafid Norley: Einer der Asha’man in der Schwarzen Burg, der Logain Ablar treu ergeben ist.
- Beldeine Nyram: Aes Sedai, Schwester der Grünen Ajah. In der letzten Schlacht getötet.

### O
- Olver: Waise und Begleiter/Adoptiv der Bande der Roten Hand. Wird Hornbläser des Horns von Valere in der letzten Schlacht.
- Daerid Ondin: Generalleutnant der Bande der Roten Hand. Er befehligt fünf Banner von Fußsoldaten der Murandy-Gruppe.
- Faolain Orande: Aes Sedai der Blauen Ajah.
- Tamra Ospenya: Ehemaliger Amyrlin-Sitz aus der Blauen Ajah. Von der Schwarzen Ajah gefoltert und getötet.

### P
- Berelain sur Paendrag Paeron: Erste (Staatschefin) von Mayene. Versucht aggressiv Perrin Aybara zu verführen, bis seine Frau von den Shaido entführt wird. Ansonsten eine gerissene und intelligente Politikerin und treue Verbündete von Perrin.
- Radhanan Paendrag: Seanchan-Kaiserin und Mutter von Tuon Athaem Kore Paendrag. Radhanan und ihre gesamte Familie, mit Ausnahme ihrer auserwählten Erbin Tuon, werden vor den Ereignissen von Die Traumklinge von Semirhage, einer der Verlorenen, ermordet.
- Birlen Pena: Schwester der Schwarzen Ajah.
- Algarin Pendaloan: Tairen-Lord mit Potenzial zum Asha’man. Teil von Logains Fraktion in der Schwarzen Burg unter dem Namen „Emarin“.
- Elza Penfell: Schwester der Schwarzen Ajah, ehemals der Grünen Ajah. Hilft bei der Befreiung von Semirhage. Von Rand mit Baalsfeuer getötet.

### R
- Tsutama Rath: Aes Sedai und ehemalige Sitzende der Roten Ajah. Derzeitige Höchste der Roten Ajah.
- Merean Redhill: Schwester der Schwarzen Ajah, ehemals der Blauen Ajah. Meisterin der Novizen unter Tamra Ospenya. In Kandor von Moiraine Damodred getötet.
- Reimon: Ein Tairen-Lord. Als Bannergeneral der Bande der Roten Hand führt er auch in Altara ein Pferdebanner an.
- Rhuarc: Häuptling eines Aiel-Clans, Ehemann von Amys und ihrer Erstschwester. Einer von Rands wichtigsten Verbündeten unter den Aiel und im Allgemeinen. Fiel unter Hessalams Zwang. Deswegen von Aviendha in der letzten Schlacht getötet.
- Manel Rochaid: Asha’man, der Teil der Verschwörung war, Rand al’Thor in Cairhien zu töten. Von Rand getötet.
- Elaida a’Roihan: Aes Sedai der Roten Ajah. Ehemalige Beraterin von Königin Morgase Trakand und zum Amyrlin-Sitz erhoben, nachdem Siuan Sanche abgesetzt worden war. Sandte Aes Sedai aus, um den wiedergeborenen Drachen zu entführen, eine Mission, die dazu führte, dass mehrere Schwestern gefangen genommen und gezwungen wurden, Rand al’Thor Treueeide zu schwören. Als Damane beim Seanchan-Überfall auf die Weiße Burg gefangen genommen und daraufhin von Egwene al’Vere ersetzt.
- Robb Solter: Soldat in Perrins Armee.

### S
- Colavaere Saighan: Adlige aus Cairhien. Teil der Verschwörung mit Elaidas Aes Sedai, um Rand gefangen zu nehmen und in die Weißen Burg zu transportieren, um selbst Königin von Cairhien werden zu können. Wurde von Rand aller Titel beraubt, als er nach seiner Rettung in den Sonnenpalast zurückkehrte. Daraufhin erhängte sie sich.
- Donalo Sandomere: Asha’man in der Schwarzen Burg, loyal gegenüber Logain Ablar.
- Karale Sanghir: Schwester der Schwarzen Ajah, ehemals der Grauen Ajah.
- Juilin Sandar: Diebefänger aus Tear. Reist mit Mat und der Bande der Roten Hand. Später in einer Beziehung mit der ehemaligen Panarchin von Tarabon.
- Elenia Sarand: Andoranische Adlige. Versucht nach Morgases Verschwinden, den Löwenthron zu beanspruchen, wird jedoch von Dyelin verhaftet und eingesperrt. Später von Arymilla befreit und gezwungen, ihren Anspruch auf den Thron zu unterstützen. Nach Arymillas Angriff auf Caemlyn von Elayne gefangen genommen, verurteilt und aller Ländereien und Titel beraubt. Später bot Elayne ihr neue Ländereien in Cairhien an.
- Saml al’Seen: Asha’man, heimisch in Emondsfelde.
- Edorion Selorna: Ein Tairen-Lord. Als Bannergeneral der Bande der Roten Hand führt er ein Reiterbanner in Altara unter Talmanes an.
- Selucia: So’jhin (Stimme) Tuons. Für kurze Zeit auch Tuons/Fortuonas Wahrheitssprecherin, bevor sie durch Min ersetzt wird.
- Ispan Shefar: Schwester der Schwarzen Ajah, ehemals der Blauen Ajah. Von Careane Fransi getötet.
- Ingtar Shinowa: Adliger und Soldat aus Shienara. Begleitet Rand auf der Jagd nach dem Horn von Valere, nachdem es von Padan Fain in Fal Dara gestohlen wurde. Von den Seanchanern in Falme getötet.
- Birgitte Silberbogen: Heldin des Horns. Nachdem sie von Moghedien in Tel’aran’rhiod beinahe getötet worden wäre von Elayne und Nynaeve in die reale Welt gerissen und von Elayne zu ihrer Behüterin gemacht. In der letzten Schlacht getötet, aber als Heldin des Horns kurz darauf wieder in die Schlacht gerufen.
- Der Schlächter: Entstanden aus den verschmolzenen Seelen von Isam Mandragoran, Cousin von Lan Mandragoran, und Luc Mantear, Onkel mütterlicherseits von Rand Al’Thor. Jäger für den Schatten, Meister von Tel’aran’rhiod, tötet gerne und oft Wölfe. Von Perrin Aybara nach langer Rivalität getötet.
- Masuri Sokawa: Aes Sedai der Braunen Ajah. Sie hat einen Behüter, Rovair Kirklin.
- Someshta, der Grüne Mann: Letzter der Nym, einer Rasse menschlich geformter Pflanzenwesen. Er ist der Hüter des Auges der Welt, der bei der Ermordung des Verlorenen Balthamel stirbt.
- Carlinya Sorevin: Aes Sedai der Weißen Ajah. Während des Kampfes in Tel’aran’rhiod gegen Mesaana getötet.
- Sorilea: Weise Frau der Aiel. Sehr schwach in der Macht, aber wohl die einflussreichste aller Weisen Frauen.
- Fera Sormen: Schwester der Schwarzen Ajah, ehemals der Weißen Ajah.
- Kairen Stang: Aes Sedai der Blauen Ajah. Von Aran’gar getötet.
- Mattin Stepaneos den Balgar: König von Illian. Von der Weißen Burg unter Elaida entführt und in der Weißen Burg festgehalten.
- Yurian Stonebow: Ein früherer Falscher Drache, der die Macht lenken konnte.
- Aeldene Stonebridge: Aes Sedai der Blauen Ajah.
- Sulin: Aiel Tochter des Speers, Gefährtin von Rand und Perrin.

### T
- Dobraine Taborwin: Adliger aus Cairhien. Hilft bei der Rettung von Rand vor Elaidas Aes Sedai bei den Brunnen von Dumai. Später von Rand zum Verwalter von Cairhien ernannt.
- Mazrim Taim: Asha’man, Falscher Drache und vierzehnter Verlorener, der einzige der im dritten Zeitalter als Verlorener berufen wurde. M’Hael der Schwarzen Burg. Er nutzte seine Position, um Asha’man heimlich dem Schatten zuzuwenden. Von Egwene al’Vere in der letzten Schlacht getötet.
- Martyn Tallanvor: Gardisten-Leutnant, der Königin Morgase treu ergeben ist und sie kurz vor der letzten Schlacht heiratet.
- Samitsu Tamagowa: Aes Sedai der Gelben Ajah. Ihr Behüter heißt Roshan.
- Pevara Tazanovni: Aes Sedai und Sitzende für die Rote Ajah. In einem gegenseitigen Behüterbund mit Androl Genhald verbunden. Sie war Teil der Gruppe der Aes Sedai, die den Eidstab benutzte, um Schwestern der Schwarzen Ajah in der Weißen Burg zu enthüllen.
- Lews Therin Telamon: Drache, Herr des Morgens, Sippenmörder, führte die Hundert Aes Sedai im Kampf gegen den Schatten im Krieg der Macht an, bevor er den Untergang der Welt einleitete. Er wurde in Rand al’Thor wiedergeboren.
- Therava: Weise Frau der Shaido Aiel und Meisterin der ehemaligen Schwarzen Ajah Aes Sedai Galina Casban.
- Tam al’Thor: Adoptivvater von Rand al’Thor. Klingenmeister.
- Marris Thornhill: Schwester der Schwarzen Ajah, ehemals der Braunen Ajah.
- Salita Toranes: Aes Sedai und ehemalige Sitzende der Gelben Ajah.
- Peral Torval: Asha’man, ist Teil der Verschwörung, Rand al’Thor in Cairhien zu töten. Von Padan Fain getötet.
- Seonid Traighan: Aes Sedai der Grünen Ajah.
- Gawyn Trakand: Bruder von Elayne und Halbbruder von Galad Damodred. Anführer der Jünglinge. Behüter von Egwene al’Vere. Starb im Kampf gegen Demandred während der letzten Schlacht.
- Morgase Trakand: Königin von Andor. Mutter von Gawyn und Elayne. Nachdem sie unter die Kontrolle des Verlorenen Rahvin geraten war, floh sie aus Caemlyn und verbarg sich bei den Kindern des Lichts. Nach dem Tod Pedron Nialls floh sie vor Eamon Valda und schloss sich unter anderem Namen dem Gefolge Perrin Aybaras an. Von der Allgemeinheit lange für tot gehalten.
- Nicola Treehill: Novizin im Training bei den Schwestern in Salidar. In Tel’aran’rhiod getötet. Hat das Talent zur Vorhersage.

### V
- Chel Vanin: Ehemaliger Pferdedieb und Wilderer. Der Chefspion der Bande der Roten Hand.
- Evin Vinchova: Asha’man in der Schwarzen Burg, von Mazrim Taim zum Schatten bekehrt.

### Y
- Yoeli: Ein Offizier der Sealdean-Armee.

### Z
- Asne Zeramene: Schwester der Schwarzen Ajah, ehemals der Grünen Ajah. Von Meervolk-Windsucherinnen getötet.